# 2011年吉爾吉斯總統選舉
2011年10月30日，吉尔吉斯斯坦提前舉行總統選舉，接替代理總統萝扎·奥通巴耶娃。社會民主黨的前總理阿尔马兹别克·阿坦巴耶夫在首輪選舉勝出而當選。

## 背景
去年的革命導致時任總統库尔曼别克·巴基耶夫被推翻。萝扎·奥通巴耶娃領導的臨時政府在該年4月19日公佈修憲和選舉計劃。根據新憲法，總統每屆任期為六年，但不得連任。

## 日期
當局在2010年4月22日公佈總統選舉日期，同年6月的公投通過修憲，縮減總統權力和推進民主。
2010年5月19日，政府宣佈總統選舉將不會與國會選舉同時舉行，而是押後至2011年10月，奥通巴耶娃將留任總統至2011年12月31日。

## 候選人
中央選舉委員會表示，8月16日限期前有83人報名參選，當中16人是經政黨提名，其餘則自薦參選。參選人需要收集三萬個簽名、繳付十萬元、及通過語言測試。最終16人成功通過上述條件而正式成為總統選舉候選人，當中包括：
- 阿尔马兹别克·阿坦巴耶夫[8]：現任總理，因參選總統而在九月辭任吉尔吉斯斯坦社会民主党黨魁[10][11]，因推動新憲法（英语：Constitution of Kyrgyzstan）而被視為「改革派持旗手」[12] ；
- 金智白·泰斯耶夫（英语：Kamchybek Tashiyev）：前緊急情況部長故鄉黨黨魁[9] ；
- 亞達肯·馬杜馬洛夫：前國家安全首長[9] ；
- 古白畢·拜博諾夫（英语：Kubatbek Baibolov）：前檢控總長[8] ；
- 蘇隆拜·迪卡洛夫[13] ；
- 居文畢·奧斯文諾夫：最高法院前院長[8] ；
- 馬勒·蘇騰諾夫：比什凱克前市長[8] 。

現任總統奥通巴耶娃表態不會競逐連任；反對派故鄉社會主義黨黨魁奧睦伯·德奇巴耶夫亦在9月22日拒絕出選。

## 競選
阿坦巴耶夫所得的競選資金是所有候選人中最多，因而有較多曝光。他估計自己可以在首輪選舉就直接當選，又表示是時候讓國家邁向和諧、發光發亮，「人民已不願再見到政治鬥爭」。不過泰斯耶夫和馬杜馬洛夫多次批評選舉期間可能會有舞弊，泰斯耶夫認為最主要的是選舉不被操縱，以致選舉結果不會作廢。
而2010年南部種族騷亂過後，當地的局勢依舊緊張，並被視為一大選舉戰場。

## 民調
民調顯示阿坦巴耶夫持續大幅度領先，而出身南部的馬杜馬洛夫和泰斯耶夫則排第二和第三。

## 過程
選委會在7月21日批准40間電視台和電台，以及103間紙媒報導選舉，11間網媒則被拒。歐洲安全與合作組織表示，來自41個國家的400名監察員將會監察選舉過程。
民主機構及人權辦公室的一名監察員形容選舉競爭激烈，但透明度和選民登記冊有待改善，當中有多名選民因名字未有出現在登記冊上而未能投票，其中一人是總統候選人蘇隆拜·迪卡洛夫。中央選委會澄清純屬失誤，又表示地區選委會應為此負責；但迪卡洛夫認為是當局故意阻撓投票。鑑於部分選民未能履行「憲制權利」去投票，以及出現重複投票的情況，馬杜馬洛夫等五名候選人決定拒絕承認結果。

## 結果
前總理阿坦巴耶夫在首輪投票以明顯優勢直接勝出選舉，當選新任總統。投票率超過六成。
| 候选人             | 候选人                  | 政党               | 票数      | %      |
| ------------------ | ----------------------- | ------------------ | --------- | ------ |
|                    | 阿尔马兹别克·阿坦巴耶夫 | 社會民主黨         | 1,161,929 | 63.83  |
|                    | 亞達肯·馬杜馬洛夫       | 團結吉爾吉斯       | 274,639   | 15.09  |
|                    | 金智白·泰斯耶夫         | 故鄉               | 266,189   | 14.62  |
|                    | 德米白·亞桑貝高夫       | 美勤欣提瑪基       | 17,232    | 0.95   |
|                    | 奧梅白·蘇凡那利夫       | 無黨籍             | 16,143    | 0.89   |
|                    | 古白畢·拜博諾夫         | 無黨籍             | 15,427    | 0.85   |
|                    | 提遜拜·巴奇·烏魯        | 大吉爾吉斯         | 15,195    | 0.83   |
|                    | 安那白·加馬托夫         | 尊嚴黨             | 13,609    | 0.75   |
|                    | 阿斯坦白·阿卜迪達耶夫   | 艾胡春             | 8,770     | 0.48   |
|                    | 馬勒·伊文古諾夫         | 無黨籍             | 5,578     | 0.31   |
|                    | 古班尼茲白·伊沙比高夫   | 無黨籍             | 3,239     | 0.18   |
|                    | 居文畢·奧斯文諾夫       | 無黨籍             | 2,452     | 0.13   |
|                    | 亞卡巴拉利·艾提奇夫     | 無黨籍             | 2,081     | 0.11   |
|                    | 杜羅巴耶夫·高勞巴耶夫   | 無黨籍             | 1,941     | 0.11   |
|                    | 蘇隆拜·迪卡洛夫         | 無黨籍             | 1,339     | 0.07   |
|                    | 亞馬斯白·加利毛夫       | 無黨籍             | 1,305     | 0.07   |
| 反對全部           | 反對全部                | 反對全部           | 13,419    | 0.74   |
| 总共               | 总共                    | 总共               | 1,820,487 | 100.00 |
|                    |                         |                    |           |        |
| 有效票数           | 有效票数                | 有效票数           | 1,820,487 | 97.95  |
| 无效及空白票数     | 无效及空白票数          | 无效及空白票数     | 38,145    | 2.05   |
| 总票数             | 总票数                  | 总票数             | 1,858,632 | 100.00 |
| 已登记选民／投票率 | 已登记选民／投票率      | 已登记选民／投票率 | 3,032,666 | 61.29  |
| 资料来源：CEC      |                         |                    |           |        |

## 迴響
阿坦巴耶夫選後認同「議會制更適合國民的遊牧精神」，他的競選發言人卡迪·托杜古諾夫表示，阿坦巴耶夫在南北所得的票數差距不大，顯示他贏得了全國的支持。

## 外部連結
- 中央選舉委員會（页面存档备份，存于）